# Mistrovství světa v alpském lyžování 2015 – superkombinace žen
Superkombinace žen na Mistrovství světa v alpském lyžování 2015 se konala na beavercreeské sjezdovce Raptor v pondělí 9. února 2015 jako čtvrtý ženský závod šampionátu. Zahájení sjezdu proběhlo v 10:00 hodin a druhá slalomová část odstartovala ve 14.15 hodin místního času. Soutěže se zúčastnilo 32 závodnic ze 16 zemí. Jednalo se o první kombinační závod v probíhající sezóně světového poháru.
Obhájkyní vítězství byla německá reprezentantka Maria Höflová-Rieschová, která již ukončila kariéru. Stejná lyžařka představovala i úřadující olympijskou vítězku v této disciplíně ze sočských her.

## Medailistky
Mistryní světa se stala slovinská lyžařka a hlavní favoritka Tina Mazeová, průběžná vedoucí závodnice světového poháru, která na šampionátu ke zlatu a stříbru přidala třetí umístění na stupních vítězů. Stříbrnou medaili vybojovala Rakušanka Nicole Hospová, čímž zopakovala stejný výsledek jako z kombinačního závodu MS 2003 ve Svatém Mořici. Celkově se jednalo o její třetí stříbrný kov a osmou medaili ze světových šampionátů. Bronz si odvezla vítězka slalomové části Michaela Kirchgasserová z Rakouska, pro niž to byla druhá individuální medaile z mistrovstvích světa a úhrnem pátá.
Ve Vailu žijící rekordmanka v počtu výher ze světového poháru Lindsey Vonnová skončila ve sjezdu sedmá a v první třetině slalomové trati najela špičkou lyže do branky a byla diskvalifikována.
| Zlato   | Zlato                  | Stříbro | Stříbro                 | Bronz   | Bronz                            |
| ------- | ---------------------- | ------- | ----------------------- | ------- | -------------------------------- |
| Portrét | Tina Mazeová Slovinsko | Portrét | Nicole Hospová Rakousko | Portrét | Michaela Kirchgasserová Rakousko |

## Výsledky
| Pořadí | č. | závodnice                     | stát       | sjezd   | poř. | slalom | poř. | celkem  | ztráta |
| --- | -- | ----------------------------- | ---------- | ------- | ---- | ------ | ---- | ------- | ------ |
| 1. | 17 | Tina Mazeová                  | Slovinsko  | 1:45.25 | 1    | 48.12  | 5    | 2:33.37 |        |
| 2. | 21 | Nicole Hospová                | Rakousko   | 1:46.15 | 4    | 47.44  | 2    | 2:33.59 | +0.22  |
| 3. | 15 | Michaela Kirchgasserová       | Rakousko   | 1:46.58 | 8    | 47.14  | 1    | 2:33.72 | +0.35  |
| 4. | 20 | Anna Fenningerová             | Rakousko   | 1:45.51 | 3    | 48.75  | 6    | 2:34.26 | +0.67  |
| 5. | 12 | Lara Gutová                   | Švýcarsko  | 1:45.27 | 2    | 49.04  | 7    | 2:34.31 | +0.93  |
| 6. | 9  | Kathrin Zettelová             | Rakousko   | 1:47.00 | 11   | 48.01  | 4    | 2:35.01 | +1.64  |
| 7. | 30 | Ilka Štuhecová                | Slovinsko  | 1:46.39 | 6    | 49.41  | 11   | 2:35.80 | +2.43  |
| 8. | 10 | Francesca Marsagliová         | Itálie     | 1:46.65 | 9    | 49.31  | 10   | 2:35.96 | +2.59  |
| 9. | 22 | Ragnhild Mowinckelová         | Norsko     | 1:46.32 | 5    | 49.66  | 13   | 2:35.98 | +2.61  |
| 10. | 2  | Margot Bailetová              | Francie    | 1:47.49 | 14   | 49.10  | 8    | 2:36.59 | +3.22  |
| 11. | 7  | Ana Buciková                  | Slovinsko  | 1:50.01 | 24   | 47.76  | 3    | 2:37.77 | +4.40  |
| 12. | 6  | Vanja Brodniková              | Slovinsko  | 1:48.26 | 20   | 49.64  | 12   | 2:37.90 | +4.53  |
| 13. | 8  | Veronique Hroneková           | Německo    | 1:47.31 | 12   | 50.60  | 17   | 2:37.91 | +4.54  |
| 14. | 14 | Laurenne Rossová              | USA        | 1:46.71 | 10   | 51.30  | 20   | 2:38.01 | +4.64  |
| 15. | 18 | Julia Mancusová               | USA        | 1:47.92 | 17   | 50.10  | 15   | 2:38.02 | +4.65  |
| 16. | 29 | Elena Fanchiniová             | Itálie     | 1:47.56 | 15   | 51.28  | 19   | 2:38.84 | +5.47  |
| 17. | 3  | Jacqueline Wilesová           | USA        | 1:48.13 | 18   | 50.95  | 18   | 2:39.08 | +5.71  |
| 18. | 11 | Greta Smallová                | Austrálie  | 1:49.01 | 23   | 50.38  | 16   | 2:39.39 | +6.02  |
| 19. | 25 | Andrea Komšićová              | Chorvatsko | 1:51.85 | 26   | 49.73  | 14   | 2:41.28 | +7.91  |
| 20. | 26 | Klára Křížová                 | Česko      | 1:48.69 | 22   | 52.84  | 22   | 2:41.53 | +8.16  |
| 21. | 27 | Macarena Simariová Birknerová | Argentina  | 1:52.67 | 27   | 49.11  | 9    | 2:41.78 | +8.41  |
| 22. | 1  | Noelle Barahonová             | Chile      | 1:51.32 | 25   | 51.64  | 21   | 2:42.94 | +9.57  |
| | 5  | Edit Miklósová                | Maďarsko   | 1:47.76 | 16   | DNS    |      | 9:99.99 | +9.99  |
| | 23 | Johanna Schnarfová            | Itálie     | 1:48.53 | 21   | DNS    |      | 9:99.99 | +9.99  |
| | 13 | Priska Nuferová               | Švýcarsko  | 1:48.22 | 19   | DNF    |      | 9:99.99 | +9.99  |
| | 19 | Lindsey Vonnová               | USA        | 1:46.56 | 7    | DNF    |      | 9:99.99 | +9.99  |
| | 24 | Maria Therese Tvibergová      | Norsko     | 1:47.34 | 13   | DNF    |      | 9:99.99 | +9.99  |
| | 4  | Elena Curtoniová              | Itálie     | DNF     |      | 99.99  |      | 9:99.99 | +9.99  |
| | 16 | Marie-Michèle Gagnonová       | Kanada     | DNF     |      | 99.99  |      | 9:99.99 | +9.99  |
| | 28 | Valérie Grenierová            | Kanada     | DNF     |      | 99.99  |      | 9:99.99 | +9.99  |
| | 31 | Leona Popovićová              | Chorvatsko | DNF     |      | 99.99  |      | 9:99.99 | +9.99  |
| | 32 | Alexandra Colettiová          | Monako     | DNF     |      | 99.99  |      | 9:99.99 | +9.99  |
| č. – startovní číslo závodníka, DQ – diskvalifikace, DNS – závodník nenastoupil na start, DNF – závodník nedojel do cíle. |    |                               |            |         |      |        |      |         |        |